# Pjotr Petrowitsch Paschtschenko
Pjotr Petrowitsch Paschtschenko (russisch Пётр Петрович Пащенко; * 10. Januar 1991 in Meschgorje) ist ein russischer Biathlet.
Pjotr Paschtschenko, der für Chanty-Mansijsk-Jugra startet, bestritt seine ersten internationalen Rennen im Rahmen der Juniorenrennen der Sommerbiathlon-Weltmeisterschaften 2011 in Ufa, wo er im Sprintrennen als Viertplatzierter hinter Alexander Petschonkin, Michal Žák und Iwan Pitschuschkin noch knapp eine Medaille verpasste, im darauf basierenden Verfolgungsrennen alle anderen Starter hinter sich ließ und den Titel gewann.
Es dauerte bis 2014, dass Paschtschenko seine ersten Rennen bei den Männern im IBU-Cup bestritt und dort bei seinem ersten Sprint in Ruhpolding auch sogleich Punkte gewann. In der folgenden Saison konnte er in Obertilliach erstmals hinter Witalij Kiltschyzkyj und Sven Grossegger in einem Einzelrennen das Podium erreichen, verpasste einen Tag später in seinem sechsten IBU-Cup-Rennen, einem Sprint, an selber Stelle jedoch als 42. erstmals die Punkteränge.

## Statistiken

### Weltcupplatzierungen
Die Tabelle zeigt alle Platzierungen (je nach Austragungsjahr einschließlich Olympische Spiele und Weltmeisterschaften).
- 1.–3. Platz: Anzahl der Podiumsplatzierungen
- Top 10: Anzahl der Platzierungen unter den ersten zehn (einschließlich Podium)
- Punkteränge: Anzahl der Platzierungen innerhalb der Punkteränge (einschließlich Podium und Top 10)
- Starts: Anzahl gelaufener Rennen in der jeweiligen Disziplin
- Staffel: inklusive Mixed- und Single-Mixed-Staffeln

| Platzierung              | Einzel | Sprint | Verfolgung | Massenstart | Staffel | Gesamt |
| ------------------------ | ------ | ------ | ---------- | ----------- | ------- | ------ |
| 1. Platz                 |        |        |            |             |         |        |
| 2. Platz                 |        |        |            |             |         |        |
| 3. Platz                 |        |        |            |             |         |        |
| Top 10                   |        |        |            |             |         |        |
| Punkteränge              | 1      |        | 2          |             |         | 3      |
| Starts                   | 1      | 4      | 2          |             |         | 7      |
| Stand: 31. Dezember 2021 |        |        |            |             |         |        |